# Rio Cernuşoriţa
O Rio Cernuşoriţa é um rio da Romênia, afluente do Cerna, localizado no distrito de Hunedoara.